# جيف زان
جيف زان (بالإنجليزية: Geoff Zahn)‏ هو لاعب كرة قاعدة أمريكي، ولد في 19 ديسمبر 1945 في بالتيمور في الولايات المتحدة.

## وصلات خارجية
- جيف زان على موقع دوري كرة القاعدة الرئيسي (الإنجليزية)
- جيف زان على موقعبيزبول رفرنس.كوم (الدوري الرئيسي) (الإنجليزية)
- جيف زان على موقعبيزبول رفرنس.كوم (الدوري الثانوي) (الإنجليزية)